# مدل فیتزهیو-ناگومو

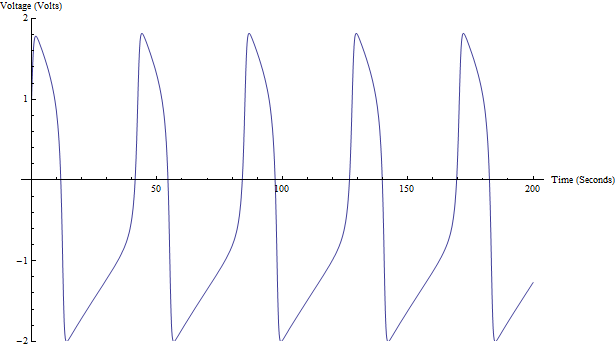
نمودار v با پارامترهای I = ۰٫۵، a = ۰٫۷، b = ۰٫۸ و τ = ۱۲٫۵

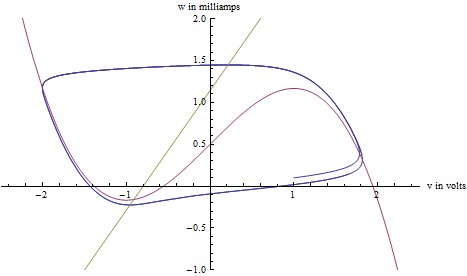
خط آبی مسیر مدل اف‌اچ‌اِن در فضای فاز است. خط صورتی منحنی پوچ‌ساز مکعبی و خط زرد منحنی پوچ‌ساز خطی است. در این مورد.

مدل فیتزهیو-ناگومو (اف‌اچ‌اِن)، به نام ریچارد فیتزهیو (۱۹۲۲–۲۰۰۷) که سیستم را در سال ۱۹۶۱ و جی ناگامو و همکاران پیشنهاد کرد. که سال بعد مدار معادل آن را ایجاد کرد، نمونه اولیه‌ای از یک سیستم تحریک‌پذیر (به عنوان مثال، یک یاخته عصبی) را توصیف می‌کند.
مدل اف‌اچ‌اِن نمونه ای از یک نوسان‌ساز آرامشی است زیرا اگر محرک خارجی باشد {\displaystyle I_{\text{ext}}} بیش از یک مقدار آستانه خاص، سیستم قبل از این که متغیرهای {\displaystyle v} و {\displaystyle w} دوباره به مقادیر نشست خود بازگردند، یک گردش مشخصه‌ای را در فضای فاز به نمایش می‌گذارد.
این رفتار برای تولید اسپایک (زودگذر برجستگی غیرخطی از ولتاژ غشا {\displaystyle v}، که با گذشت زمان توسط یک متغیر بازیابی {\displaystyle w}خطی و کندتر کاهش می‌یابد) در یک یاخته عصبی پس از تحریک توسط جریان ورودی خارجی معمول است.
معادلات این سیستم پویا را تعبیر می‌کنند
{\displaystyle {\dot {v}}=v-{\frac {v^{3}}{3}}-w+RI_{\rm {ext}}}
{\displaystyle \tau {\dot {w}}=v+a-bw.}
پویایی این سیستم را می‌توان با حرکت فشرده بین شاخه چپ و راست منحنی پوچ‌ساز مکعبی به خوبی توصیف کرد.
مدل فیتزهیو-ناگومو یک نسخه دوبُعدی ساده‌شده از مدل هاجکین–هاکسلی است که به روشی دقیق از پویایی فعال‌سازی و غیرفعال‌سازی یک یاخته عصبی درحال اسپایک‌زدن مدل می‌کند. در مقالات اصلی فیتزهیو، این مدل نوسان‌ساز بونهوفر–وَن دِر پُل (به نام کارل-فریدریش بونهوفر و بالتازار وَن دِر پُل) نامیده می‌شد زیرا شامل نوسان‌ساز وَن دِر پُل به صورت حالت خاصی برای {\displaystyle a=b=0} است. مدار معادل آن را جین-ایچی ناگومو، سوگورو آریموتو و شوجی یوشیزاوا پیشنهاد دادند.

## بیشتر خواندن
- FitzHugh R. (1955) "Mathematical models of threshold phenomena in the nerve membrane". Bull. Math. Biophysics, 17:257—۲۷۸
- FitzHugh R. (1961) "Impulses and physiological states in theoretical models of nerve membrane". Biophysical J. 1:445–466
- FitzHugh R. (1969) "Mathematical models of excitation and propagation in nerve". Chapter 1 (pp. 1–85 in H. P. Schwan, ed. Biological Engineering, McGraw–Hill Book Co. , N.Y.)
- Nagumo J. , Arimoto S. , and Yoshizawa S. (1962) "An active pulse transmission line simulating nerve axon".  Proc. IRE . 50:2061–2070.